# Hugo Konings
Hugo Konings (23 januari 1973) is een Nederlandse acteur, zanger en regisseur. Hij heeft gespeeld in films, televisieseries en in het theater.

## Levensloop
Konings volgde de Vooropleiding Theater in Groningen en studeerde af aan de Amsterdamse Hogeschool voor de Kunsten in Amsterdam.
Hij speelde in 2001 onder andere de rol van de vader van het meisje Knofje. Van 2007 tot en met 2009 speelde hij de Hokuspokuspiet, in de Nederlandse jeugdsoapserie De Club van Sinterklaas. Ook had hij rollen in diverse speelfilms.
Samen met Mark Ram richtte Konings in 2005 Studio Act2Act op, een toneelstudio voor onder meer afgestudeerde acteurs. In maart 2016 stopte Act2Act en ging Konings verder onder de naam De Toneelmeester. In 2001 ontving hij de CJP Podium-prijs voor zijn solovoorstelling Co-Starring.
Konings is tevens componist en zanger en heeft kortstondig een contract gehad bij Warner Bros. en voorzag vele toneelstukken van muziek. In 2013 maakt hij zijn regiedebuut met de eerste Nederlandse speelfilm bij TLC Nederland met een budget van slechts 7000 euro.

## Filmografie
- 2003 - Brush with Fate
- 2004 -  Armando
- 2004 - Snowfever
- 2004 - Feestje!
- 2005 - Een ingewikkeld verhaal, eenvoudig verteld
- 2006 - Wild Romance
- 2008 - Hoe overleef ik mezelf?
- 2002 - Boy
- 1998 - Celluloid Blues

## Televisie
- 2014 - Bar Gezellig
- 2014 - Het mysterie van
- 2012/2013, 2015 - GTST
- 2011 - Drag junky
- 2010 - Parels & Zwijnen
- 2010 - TiTa Tovenaar
- 2009 - De Club van Sinterklaas
- 2009 - Zeg 'ns Aaa
- 2008 - De Club van Sinterklaas
- 2007 - De Club van Sinterklaas
- 2006 - Spetters
- 2005 - Samen
- 2005 - AlexFM
- 2005 - Moeders en dochters
- 2004 - Onderweg naar Morgen
- 1996-2002 - Het Klokhuis
- 2002 - De horzel
- 2001 - Goede aarde
- 2001 - Schiet mij maar lek
- 2001 - Knofje
- 1998 - Onderweg naar Morgen
- 1998 - Ben zo terug
- 1998 - Thomas
- 1997 - Flodder
- 1997 - Toen was geluk heel gewoon
- 1997 - Goudkust
- 1996 - Sterk Water
- 1996 - GTST
- 1996 - De Winkel
- 1995 - Westzijde Posse
- 1995 - Romeinse tijd

## Filmografie korte films
- 2013 - Drag Junky
- 2011 - Biscuits